# Lokmat
Lokmat is een Marathi-dagblad, dat uitkomt in India. Het is met een oplage van ruim 1,58 miljoen exemplaren de grootste Marathi-krant in India en de op vier na grootste krant van het land. Het aantal lezers was in het tweede kwartaal van 2012 23,8 miljoen lezers. Het dagblad komt naast Marathi ook uit in andere talen: in Hindi (Lokmat Samachar, zes edities, ruim 1,4 miljoen lezers) en in de Engelse taal (Lokmat Times, drie edities). De krant is eigendom van Lokmat Media Limited en is gevestigd in Mumbai. 
Lokmat heeft elf Marathi-edities in Maharashtra. Ook heeft het Marathi-edities buiten de staat, in Madhya Pradesh (Indore), Karnataka (Belgaum) en Goa.
Dehuidige editor is Vijay J. Darda (2013).
Met Network18 is Lokmat eigenaar van een televisiezender die 24 uur per dag nieuws brengt, IBN Lokmat. Ook is de onderneming actief in de tijdschriftenwereld en de productie van televisie en films.